# Frank Engelhardt
Frank Engelhardt (* 5. April 1946 in Castrop-Rauxel; † 13. September 2024 in Holguín, Kuba) war ein deutscher Schauspieler, Moderator, Regisseur, Synchron-, Hörspiel- und Hörbuchsprecher.

## Werdegang
Nach seinem Studium der Theaterwissenschaften und der Soziologie nahm Engelhardt Schauspielunterricht und spielte diverse Rollen an deutschen Staatstheatern. Danach war er eine Zeit lang am Staatstheater Karlsruhe als Schauspieler und Regisseur tätig, bevor er für neun Jahre beim SWR als Sprecher und Moderator arbeitete. Als Schauspieler konnte man ihn im Curd-Jürgens-Tatort Rot, Rot, Tot sehen.
Daneben war Engelhardt überwiegend als Synchronsprecher bekannt, in diese Branche kam er zufällig gegen Mitte der 1970er Jahre. Seine erste große Rolle war die des Don Diego Vega (Zorro) in Western von gestern, gespielt von Reed Hadley. Seitdem lieh er prominenten Kollegen wie Humphrey Bogart (Nachts unterwegs), Malcolm McDowell (Katzenmenschen) oder David Selby (Falcon Crest) seine markante Stimme. Außerdem war er als schwarzer Kater Salem Saberhagen in Sabrina – Total Verhext! oder als Hund Brian Griffin in Family Guy zu hören; für die Rolle des Brian Griffin wurde Engelhardt in der dritten Staffel für acht Folgen (12–16, 18–20) von Joachim Höppner vertreten. Seit 1989 führte er auch Dialogregie, u. a. für Beverly Hills, 90210, und schrieb Dialogbücher.
Neben diesen Tätigkeiten war Engelhardt auch als Hörspiel- und Hörbuchsprecher tätig. Er vertonte sämtliche Werke von Magdalen Nabb oder Ben Berkeley, darunter auch Neues vom Hexer von Edgar Wallace.
Engelhardt lebte in Landensberg im schwäbischen Landkreis Günzburg in Bayern.
Engelhardt starb im September 2024 im Alter von 78 Jahren an einem Schlaganfall. Vor seinem Tod gab er unter anderem seine langjährige Rolle als Brian Griffin in Family Guy an Thomas Wenke ab, den er mit einer Unterbrechung über 20 Jahre lang synchronisierte.

## Synchronrollen (Auswahl)
Seth MacFarlane
- 2002–2023: Family Guy als Brian, der Hund (1. Stimme, Staffeln 1–21)
- 2005: Family Guy präsentiert: Die unglaubliche Geschichte des Stewie Griffin als Brian Griffin
- 2007: Family Guy präsentiert: Blue Harvest als Chewbacca (Brian Griffin)
- 2009: Family Guy präsentiert: Irgendwo, irgendwie, irgendwann auf der dunklen Seite als Chewbacca (Brian Griffin)
- 2010: Family Guy präsentiert: Es ist eine Falle! als Chewbacca (Brian Griffin)

Kazuki Yao
- 2008: One Piece – Chopper und das Wunder der Winterkirschblüte als Franky
- 2009: One Piece – Strong World als Franky
- 2012: One Piece Z als Franky
- 2016: One Piece Film: Gold als Franky

David Selby
- 1983–1990: Falcon Crest als Richard Channing
- 1992: Lady Boss als Martin Swanson

Eric Roberts
- 1993: Kreuzfahrt ins Jenseits als Gil Freeland
- 1998: False Pretense – Der Schein trügt als Henry "Smoke" Smovinsky

Franco Nero
- 1994: Der Fall Lucona als Enzo Lombardo
- 2008: Eine Nacht im Grandhotel als Ferran Moreno

Malcolm McDowell
- 1997: Dark Ocean – Eine Reise in den Tod als AKA Captain Sean Murdoch
- 1999: Jack the Ripper lebt als Malcolm Mead

### Filme
- 1937: Mr. Dodd geht nach Hollywood – Humphrey Bogart als Quiglan
- 1979: Weiße Sklavin der grünen Hölle – Bo Svenson als Tom Jensen
- 1990: Hard to Kill – Steven Seagal als Mason Storm
- 1991: Juice – City–War – Samuel L. Jackson als Trip
- 2000: Girls United – Holmes Osborne als Bruce Shipman
- 2000: Extreme Risk – Keith Allen als Dr. Jones
- 2002: Wettfieber – Brad Garrett als Marvin
- 2004: Family Sins – Familie lebenslänglich – Will Patton als Philip Rothman
- 2005: Harry Potter und der Feuerkelch – Roger Lloyd-Pack als Barty Crouch
- 2006: Vulkanausbruch in New York – Michael Ironside als Levering
- 2009: Hannah Montana – Der Film – Barry Bostwick als Mr. Bradley
- 2011: IDA – Identität Anonym – Flemming Enevold als Just
- 2012: One Piece: Episode of Nami – Kôzô Shioya als Genzo
- 2015: Zu Zweit – Reginald Huguenin als Albert
- 2016: Term Life – Mörderischer Wettlauf – Bill Paxton als Joe Keenan
- 2016: Phantastische Tierwesen und wo sie zu finden sind – Jon Voight als Henry Shaw, Sr.

### Serien
- 1978–1979: Sindbad als Judl der Fischer
- 1979–1980: Licht der Gerechten – Michel Robbe als Nikolaj Azarjow
- 1982: Jack Holborn – Heinz Wanitschek als Clarke
- 1987: Das Geheimnis der Sahara – Diego Abatantuono als Orso
- 1989: Die Zwei mit dem Dreh – Robert Wagner als Det. Pete T. Ryan
- 1997: Zwei Engel mit vier Fäusten – David Alexander Hess als Captain Delgado
- 1998–2003: Sabrina – Total verhext! – Nick Bakay als Salem Saberhagen
- 2006: Empire – Vincent Regan als Marcus Antonius
- 2006: Surface – Unheimliche Tiefe – Rade Šerbedžija als Dr. Aleksander Cirko
- 2006–2013: The Closer – J. K. Simmons als Will Pope
- 2011: Große Erwartungen – David Suchet als Jaggers
- 2015: Justified – Sam Elliott als Avery Markham
- 2016: The Shannara Chronicles – John Rhys-Davies als Eventine Elessedil

## Hörbücher (Auswahl)
- 2006: Edgar Wallace: Neues vom Hexer, Airplay Entertainment GmbH
- 2007: Magdalen Nabb: Tod eines Engländers, audio media Verlag, ISBN 978-3-939606-30-7
- 2008: Gustav Schwab: Die Legenden von Herkules, Wissen Junior Verlag
- 2008: Gustav Schwab: Die Schlacht um Troja, Wissen Junior Verlag
- 2008: Magdalen Nabb: Geburtstag in Florenz, Diogenes Verlag
- 2009: Magdalen Nabb: Tod einer Queen, Diogenes Verlag
- 2014: Marc Dugain: In der Haut des Teufels, audio media Verlag
- 2014: Deon Meyer: Cobra, audio media Verlag
- 2015: Magdalen Nabb: Tod im Palazzo, audio media Verlag, ISBN 978-3-86804-406-5
- 2016: Ben Berkeley: Das Haus der Tausend Augen (Audible exklusiv)
- 2016: Ben Berkeley: Cash Club (Audible exklusiv)
- 2018: Wolfgang Burger: Wen der Tod betrügt, audio media Verlag
- 2019: Veit Etzold: Staatsfeind, audio media Verlag